# Maud Olivier

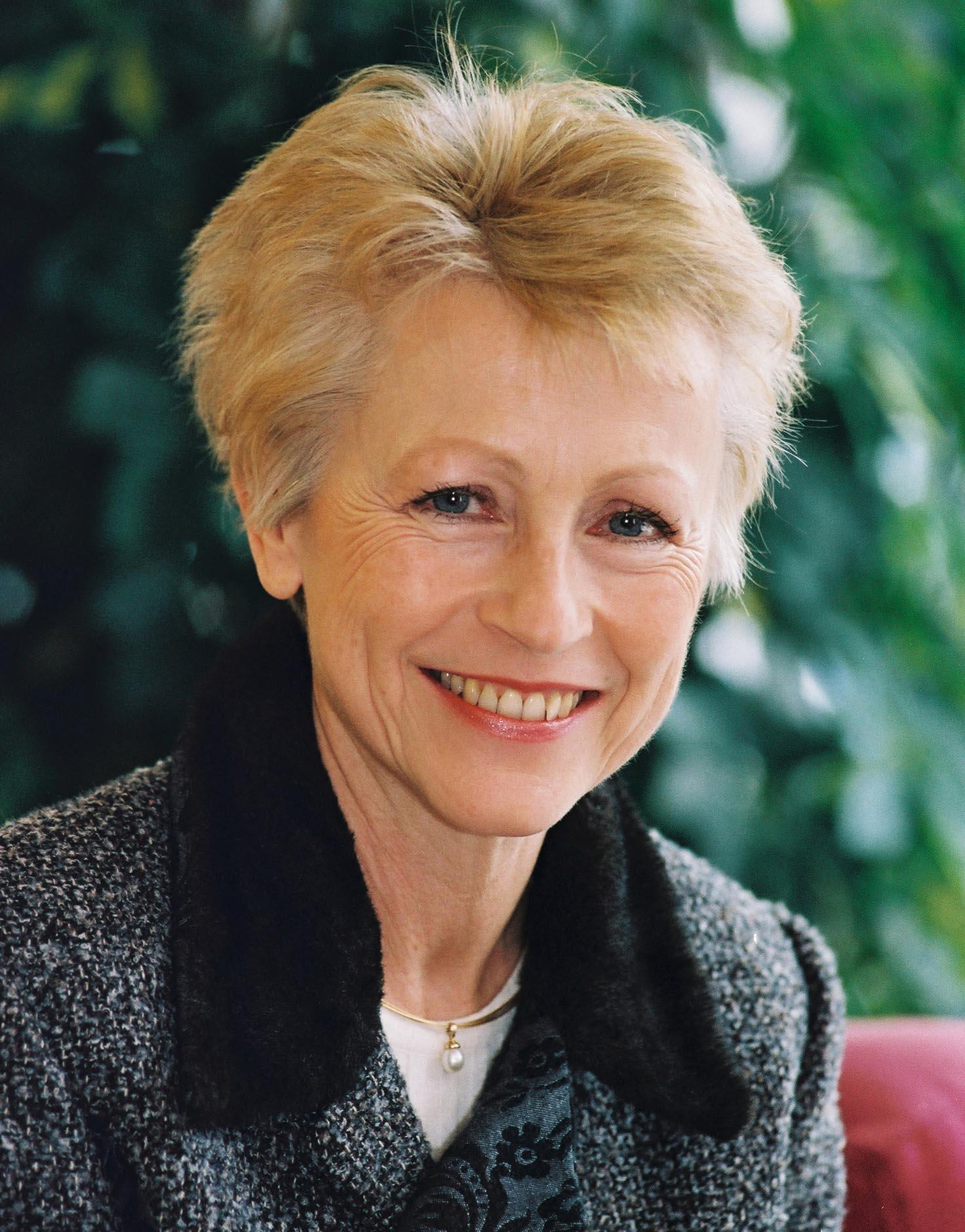
Maud Olivier

Maud Olivier (* 20. Februar 1953 in Boulogne-Billancourt) ist eine französische Politikerin der Parti socialiste.

## Leben
Vom 17. März 2008 bis 2. Juli 2012 war Olivier Bürgermeisterin von Les Ulis. Olivier ist seit Juni 2012 Abgeordnete in der Nationalversammlung.